# Eerikkasaari (ö i Södra Karelen)
Eerikkasaari är en ö i Finland. Den ligger i sjön Vehkajärvi och i kommunen Ruokolax i den ekonomiska regionen  Imatra ekonomiska region  och landskapet Södra Karelen, i den södra delen av landet, 240 km nordost om huvudstaden Helsingfors. Öns area är 0,2 hektar och dess största längd är 60 meter i öst-västlig riktning.